# Discografia de Atomic Kitten
A discografia de Atomic Kitten, girl group inglesa, consiste em três álbuns de estúdio, quatro compilações, quatro álbuns vídeo, vinte e um vídeoclipes e dezanove singles oficiais.
O grupo vendeu ao todo mais de 10 milhões de cópias em todo mundo.

## Álbuns

### Álbuns de estúdio
| 2000                            | Right Now - Lançamento: 23 de outubro de 2000[A] - Reeditado: 6 de agosto de 2001 - Gravadora: Virgin (CDSIN #6) - Formato: CD, DD | 1 | 86 | 8  | 6  | 12 | — | - RU: 2× Platina - NZ: Platina                              |
| 2002                            | Feels So Good - Lançamento: 9 de setembro de 2002 - Gravadora: Virgin (CDSIN #10) - Formato: CD, DD                                | 1 | 21 | 3  | 6  | 3  | — | - RU: 2× Platina - UE: Platina - AUS: Platina - NZ: Platina |
| 2003                            | Ladies Night - Lançamento: 10 de novembro de 2003 - Gravadora: Virgin (CDSIN #14) - Formato: CD, DD                                | 5 | 67 | 10 | 12 | 3  | — | - RU: Platina - NZ: Ouro                                    |
| "—" não foi lançado nesse país. | |   |    |    |    |    |   |                                                             |

- A ^ A versão original atingiu o número 39 no Reino Unido[3]

### Coletâneas musicais
| 2003                       | Atomic Kitten - Lançamento: 22 de abril de 2003 - Gravadora: Virgin (#5825002) - Formato: CD, DD                                |   |    | 7  | 102 |                       |
| 2004                       | The Greatest Hits - Lançamento: 5 de abril de 2004 - Gravadora: Virgin (CDSIN #16) - Formato: CD, DD                            | 5 | 24 | 42 | 8   | - RU: Ouro - NZ: Ouro |
| 2005                       | The Collection - Lançamento: 2 de maio de 2005 - Gravadora: EMI (#4749042) - Formato: CD, DD                                    | — | —  | —  | —   |                       |
| 2005                       | Access All Areas: Remixed and B-Sides - Lançamento: 30 de agosto de 2005[B] - Gravadora: EMI (#0094633073623) - Formato: CD/DVD | — | —  | —  | —   |                       |
| "—" não chegou às paradas. | |   |    |    |     |                       |

- B ^ Lançado somente na Ásia[19]

## Singles
| 1999                       | "Right Now"                          | 10 | 72 | 1  | —  | —  |         | Right Now                                 |
| 2000                       | "See Ya"                             | 6  | 1  | —  | —  | —  |         | Right Now                                 |
| 2000                       | "I Want Your Love"                   | 10 | —  | —  | —  | 1  |         | Right Now                                 |
| 2000                       | "Follow Me"                          | 20 | —  | —  | 1  | —  |         | Right Now                                 |
| 2001                       | "Whole Again"                        | 1  | 2  | 1  | 1  | 1  | Platina | Right Now                                 |
| 2001                       | "Eternal Flame"                      | 1  | 47 | 3  | 5  | 1  | Ouro    | Right Now                                 |
| 2001                       | "You Are"                            | 1  | 1  | 1  | 1  | 1  |         | Right Now                                 |
| 2002                       | "It's OK!"                           | 1  | 24 | 9  | 18 |    | Prata   | Feels So Good                             |
| 2002                       | "Tide is High (Get the Feeling)"     | 1  | 4  | 3  | 3  | 1  | Ouro    | Feels So Good                             |
| 2002                       | "The Last Goodbye"[D]                | 1  | 23 | 13 | 28 | 13 |         | Feels So Good                             |
| 2002                       | "Be with You"[D]                     | 1  | 1  | 34 | 36 | 15 |         | Feels So Good                             |
| 2003                       | "Love Doesn't Have to Hurt"          | 1  | 1  | 1  | 1  | 1  |         | Feels So Good                             |
| 2003                       | "If You Come to Me"                  | 1  | 30 | 6  | 10 | 9  |         | Ladies Night                              |
| 2003                       | "Ladies Night" com Kool & the Gang   | 1  | 39 | 32 | 33 | 56 |         | Ladies Night                              |
| 2004                       | "Someone Like Me" / "Right Now 2004" | 1  | —  | —  | 67 | —  |         | Ladies Night                              |
| 2005                       | "Cradle 2005"                        | 1  | —  | —  | -  | —  |         | Ladies Night                              |
| 2006                       | "All Together Now (Strong Together)" | —  | —  | 35 | 16 | —  |         | Goleo VI Presents His 2006 FIFA World Cup |
| 2008                       | "Anyone Who Had a Heart"             | 77 | —  | —  | —  | —  |         | Liverpool - The Number Ones Album         |
| 2010                       | "Lately"                             | 1  | 1  | 1  | 1  | 1  |         | Liverpool - The Number Ones Album         |
| "—" não chegou às paradas. |                                      |    |    |    |    |    |         |                                           |

- C ^ Lançado na Ásia em 2000. Em 2005, foi lançado como single de caridade no Reino Unido[25]
- D ^ Lançado como duplo a-side na Irlanda e Reino Unido.

## Vídeos
| Ano  | Título | Certificações RU |
| ---- | --- | ---------------- |
| 2001 | So Far So Good - Lançamento: 26 de novembro de 2001 - Gravadora: Vision (#9022009) - Formato: DVD, VHS                       |                  |
| 2002 | Right Here, Right Now Live! - Lançamento: 30 de setembro de 2002 - Gravadora: Eagle Rock (EREDV #270) - Formato: DVD         |                  |
| 2003 | Be with Us (A Year with...) - Lançamento: 1 de dezembro de 2003 - Gravadora: Virgin (DVDSIN #6) - Formato: DVD               | - Ouro           |
| 2004 | The Greatest Hits Live The Atomic Tour - Lançamento: 19 de abril de 2004 - Gravadora: EMI (DVDSIN #8) - Formato: DVD         |                  |
| 2004 | Access All Areas: Remixed and B-Sides - Lançamento: 30 de agosto de 2004 - Gravadora: EMI (#0094633073623) - Formato: CD/DVD |                  |

## Videoclipes
| Título                              |
| ----------------------------------- |
| "Right Now"                         |
| "See Ya"                            |
| "I Want Your Love"                  |
| "Follow Me"                         |
| "Cradle"                            |
| "Whole Again" (Version one)         |
| "Whole Again" (Version two)         |
| "Eternal Flame"                     |
| "You Are"                           |
| "It's OK!"                          |
| "The Tide Is High (Get the Feeling) |
| "The Last Goodbye"                  |
| "Be With You"                       |
| "Love Doesn't Have to Hurt"         |
| "If You Come To Me"                 |
| "Ladies Night"                      |
| "Someone like Me"                   |
| "Whole Again" (US version)          |
| "Anyone Who Had a Heart"            |
| "Right Now 2004"                    |

## Miscelâneos
Estas canções não aparecem em nenhum álbum lançado pelas Atomic Kitten.
| Ano  | Título                               | Álbum                                     | Notas                                                         |
| ---- | ------------------------------------ | ----------------------------------------- | ------------------------------------------------------------- |
| 2002 | "Shame, Shame, Shame"                | Together                                  | Performado por Lulu                                           |
| 2005 | "(I Wanna Be) Like Other Girls"      | Mulan II                                  | Originalmente performado por Judy Kuhn, Lucy Liu e Lauren Tom |
| 2006 | "All Together Now (Strong Together)" | Goleo VI Presents His 2006 FIFA World Cup | Originalmente performado por The Farm                         |
| 2008 | "Anyone Who Had a Heart"             | Liverpool - The Number Ones Album         | Originalmente performado por Dionne Warwick                   |